# Francheville (Meurthe-et-Moselle)
Francheville é uma comuna francesa na região administrativa de Grande Leste, no departamento de Meurthe-et-Moselle. Estende-se por uma área de 10,94 km². Em 2010 a comuna tinha 286 habitantes (densidade: 26,1 hab./km²).